# ثور: خدای تندر
ثور: خدای تندر (انگلیسی: Thor: God of Thunder) یک بازی ویدئویی در سبک بازی اکشن است که توسط سگا و در سال ۲۰۱۱ و در پلت‌فرم‌های نینتندو دی‌اس، وی، اکس‌باکس ۳۶۰، و پلی‌استیشن ۳ منتشر شده‌است.